# Myotis ciliolabrum
Myotis ciliolabrum är en fladdermusart som beskrevs av Clinton Hart Merriam 1886. Den ingår i släktet Myotis och familjen läderlappar. Catalogue of Life listar inga underarter. Arten lever i Nordamerika. Populationen infogades tidvis som underart eller synonym i Myotis leibii.

## Beskrivning
Pälsen på ovansidan är gråbrun, på buksidan ljusare gråbrun till nästan vit. Nos, haka och öron är svarta, medan kinderna är svartbruna. Arten är inte stor: Kroppslängden är omkring 8 cm, inklusive den nästan 4 cm långa svansen, medan underarmen är omkring 3 cm lång, och vikten mellan 4 och 5 g.

## Utbredning
Utbredningsområdet omfattar Nordamerika från British Columbia, södra Alberta och Saskatchewan i Kanada över Washington till North och South Dakota samt Kalifornien till Kansas österut, samt söderut över Arizona, New Mexico och Texas i USA till norra och centrala Mexiko.

## Ekologi
Arten lever i ett stort antal olika habitat, gärna torra sådana som ökenområden och badlands, men också, speciellt på högre höjder, mera fuktiga sådana som klippformationer i gräsmarker, kanjoner och lägre bergssluttningar med tallskogar. Som mest kan arten nå upp till 2 900 m. Arten väljer många slags platser för dagens sömn, som klippspringor, under stora barkstycken, i gruvgångar och grottor, och tillfällighetsvis även i byggnader. Arten sover vintersömn över större delen av sitt utbredningsområde. Individerna väljer grottor, övergivna gruvor, klippspringor och naturliga eller människoframstälda håligheter i klippor för sin vinterdvala, där de sover individuellt eller ibland i par.

### Föda
Arten jagar flygande insekter tidigt, strax efter skymningen, i en långsam men skicklig flykt från en meter ovan marken till trädtoppshöjd. Flykten sker ofta över vattenytor, från vilka individerna också kan dricka i flykten. Födan består av olika insekter, framför allt nattfjärilar, men också tvåvingar, skalbaggar, halvvingar och myror.

### Fortplantning
Arten parar sig under hösten. Honan sparar sedan sperman i sin kropp under vinterdvalan så att själva befruktningen inte sker förrän till våren. Hon får en unge under maj till juli, som är flygfärdig vid omkring en månads ålder. Dräktiga honor och honor med ungar bildar särskilda yngelkolonier, som vuxna hanar inte äger tillträde till.

## Bevarandestatus
IUCN kategoriserar arten globalt som livskraftig, populationen är stabil, och inga hot är listade. Emellertid har man sedan 2007 kunnat konstatera kraftiga utbrott hos andra fladdermöss i samband med övervintringen av en dödlig svampsjukdom, White nose syndrome. Ännu (2016) har inte denna sjukdom påträffats hos Myotis ciliolabrum, men farhågor finns för att även denna art skall drabbas.